# Governador Supremo da Igreja da Inglaterra

O Governador Supremo da Igreja da Inglaterra (em inglês: Supreme Governor of the Church of England) é um título possuído pelo monarca britânico, que dá direito a ele de governar a Igreja da Inglaterra. O arcebispo de Canterbury é o cargo mais alto do clero, por isso é o bispo sênior, e a ele são encarregadas as funções administrativas. Mesmo que a autoridade do monarca sobre a Igreja da Inglaterra não seja total, a situação ainda é muito relevante para a Igreja e ainda mais como simbólica. O Governador Supremo nomeia formalmente os altos membros da Igreja sobre o conselho do primeiro-ministro do Reino Unido, que, por sua vez, é aconselhado por líderes da Igreja.

## História
O título foi criado por Isabel I. O parlamento inglês aprovou o ato de supremacia em 1534 o que fez com que Igreja inglesa rompesse com a autoridade da Igreja Católica Romana, após o Papa ter excomungado o rei Henrique VIII  por ter anulado o seu casamento com Catarina de Aragão em 1533. O Ato de Supremacia de 1534 confirmou o estatuto do Rei como tendo supremacia sobre a Igreja na Inglaterra e exigia que a nobreza prestasse juramento reconhecendo a supremacia de Henrique. A filha de Henrique, Maria I, tentou restaurar fidelidade da Igreja com o Papa e revogou o Ato de Supremacia em 1555. Isabel subiu ao trono em 1558 e, no ano seguinte, o Parlamento aprovou o Ato de Supremacia de 1559, que restaurou o ato inicial. No entanto, para aplacar os críticos, os nobres eram obrigados a prestar o Juramento de Supremacia, e o monarca passou a ter o título de Governador Supremo da Igreja, em vez de Chefe Supremo. Esta formulação evitou a acusação de que a monarquia usurpou a divindade de Jesus Cristo, a quem a Bíblia identifica como Chefe da Igreja.
Defensor da Fé fazia parte do título do monarca britânico desde que este foi concedido a Henrique VIII pelo Papa Leão X, em 1521, em reconhecimento do papel que Henrique teve na oposição à Reforma Protestante. O Papa retirou o título, mas foi mais tarde reconferido pelo Parlamento, no reinado de Eduardo VI.
Henrique VIII rompeu com Roma mas ainda não usava o título de Governador Supremo.

### Os Trinta e Nove Artigos
O que se segue está escrito e reconhecido no Prefácio dos Trinta e Nove Artigos de Religião de 1562. Ele afirma que:

"Sendo por Ordenação de Deus, de acordo com o Nosso justo Título, Defensor da Fé e Governador Supremo da Igreja, dentro destes Nossos domínios, Nós asseguramo-la mais agradável por este Nosso Majestoso Gabinete, e pelo Nosso próprio zelo religioso, para conservar e manter a Nossa Igreja empenhada no Dever, na Unidade da verdadeira religião, e na obrigação de Paz (...) Temos, portanto, após madura deliberação, bem como com os Conselhos de tantos dos Nossos Bispos que possam ser convenientemente chamados juntos, pensamento apto a fazer presente Declaração seguinte (...) Que Nós somos o Governador Supremo da Igreja da Inglaterra ... " 

O Artigo 37.º torna esta reivindicação da real supremacia mais explícito:
 
"A Majestade do Rei tem o supremo poder no Reino da Inglaterra, e nos outros seus domínios; pertence-lhe o supremo governo de todos os Estados do referido reino, sejam eles Eclesiásticos ou Civis, em todas as suas causas, e não é, e nem pode ser sujeito a nenhuma jurisdição estrangeira.(...) Não queremos dar aos nossos Príncipes a administração da Palavra de Deus, nem a dos Sacramentos, (...) mas unicamente a prerrogativa que nas Sagradas Escrituras vemos, foi sempre dada por Deus a todos os Príncipes piedosos; isto é, que todos eles governassem, mantendo em seu dever todos os estados e classes entregues por Deus a todos os Príncipes piedosos; isto é, que eles governassem, mantendo em seu dever todos os estados e classes entregues por Deus a seu cargo fossem Eclesiásticos ou temporais, refreassem com espada civil os contumazes e malfeitores. (...) O Bispo de Roma não tem jurisdição neste reino da Inglaterra." 

## Igreja da Escócia
No Igreja da Escócia, (uma Igreja Nacional Presbiteriana), o monarca é automaticamente um membro, mas não tem liderança. No entanto, o monarca nomeia o Senhor Alto Comissário para a Assembléia Geral da Igreja da Escócia como seu representante pessoal, com um papel em grande parte cerimonial. No entanto, a Rainha tem na ocasião um papel desempenhado pessoalmente, como quando ela abriu a própria Assembleia Geral em 1977 e 2002 (por ocasião do seu Jubileu de Prata e Ouro).

## Lista de Governadores

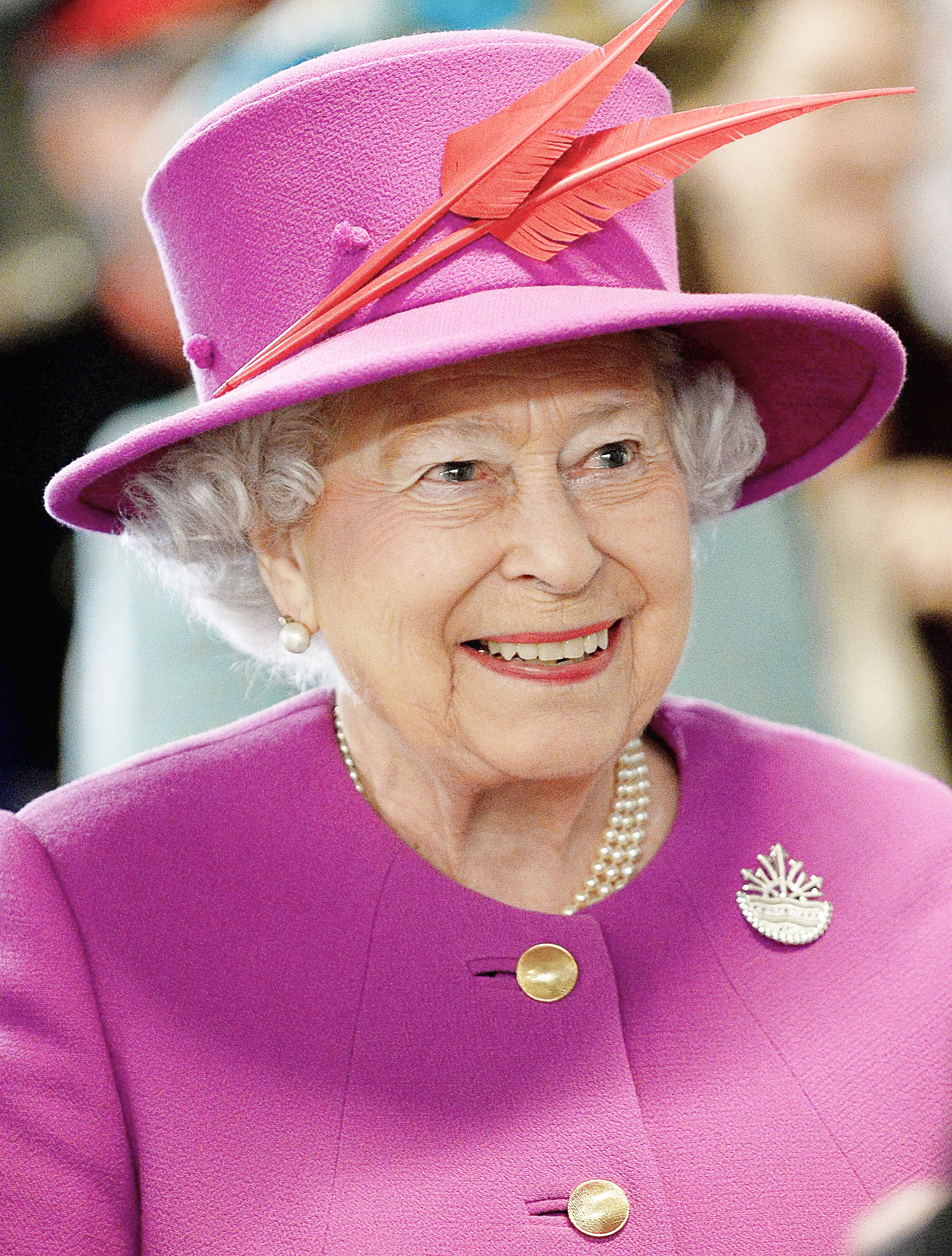
A rainha Isabel II foi o monarca com maior tempo como governadora da Igreja, de 1952 a 2022 (70 anos).

| Nome                  | Período     | Observações                                              |
| --------------------- | ----------- | -------------------------------------------------------- |
| Henrique VIII         | (1536-1547) | Como Chefe Supremo                                       |
| Eduardo VI            | (1547-1553) | Como Chefe Supremo                                       |
| Maria I de Inglaterra | (1553-1558) | Católica                                                 |
| Isabel I              | (1559-1603) |                                                          |
| Jaime I               | (1603-1625) |                                                          |
| Carlos I              | (1625-1649) | Executado.                                               |
| Oliver Cromwell       | (1653-1658) |                                                          |
| Richard Cromwell      | (1658-1659) |                                                          |
| Carlos II             | (1660-1685) | Converteu-se ao Catolicismo Romano na hora da sua morte. |
| Jaime II              | (1685-1688) | Católico Romano, deposto.                                |
| Maria II              | (1689-1694) | Juntamente com Guilherme III                             |
| Guilherme III         | (1689-1702) | Juntamente com Maria II (1689-1694)                      |
| Ana I                 | (1702-1714) |                                                          |
| Jorge I               | (1714-1727) |                                                          |
| Jorge II              | (1727-1760) |                                                          |
| Jorge III             | (1760-1820) |                                                          |
| Jorge IV              | (1820-1830) |                                                          |
| Guilherme IV          | (1830-1837) |                                                          |
| Vitória I             | (1837-1901) |                                                          |
| Eduardo VII           | (1901-1910) |                                                          |
| Jorge V               | (1910-1936) |                                                          |
| Eduardo VIII          | (1936)      |                                                          |
| Jorge VI              | (1936-1952) |                                                          |
| Isabel II             | (1952-2022) |                                                          |
| Carlos III            | (2022-)     |                                                          |